# 루퍼스빌-이멘제 철도 노선
루퍼스빌-이멘제 철도 노선(Rupperswil-Immensee railway line)은 스위스 아르가우주와 추크주에 있는 철도 노선이다. 이 노선은 루퍼스빌에서 임멘제까지 48.7km를 달린다. 노선은 남북으로 운행되며, 바덴-아라우, 하이터스베르크, 초핑엔-베팅엔, 제탈, 브루크-헨드쉬켄, 브렘가르텐-디에티콘, 추크-루체른, 그리고 마지막으로 루체른-이멘제선 및 이멘제에서 고트하르트선을 포함한 여러 다른 노선과 교차한다. 아르가우 남부 철도 1874년에서 1882년 사이에 단계적으로 노선을 개통했으며, 1902년부터 스위스 연방 철도에 속해 있다.

## 역사
아르가우 남부 철도는 1874년 6월 23일에 루퍼스빌과 볼렌 사이의 첫 번째 구간을 개통했다. 이 노선은 1년 후인 1875년 6월 1일에 볼렌에서 무리 AG까지 남쪽으로 확장되었다. 무리에서 볼렌 AG까지 연장 로트크로이츠는 1881년 12월 1일에 개통되었다. 로트크로이츠에서 이멘제까지의 최종 확장은 1882년 6월 1일에 완료되었다. 이 확장은 괴세넨에서 이멘제까지 북쪽에 있는 고트하르트 철도 건물과 협력하여 건설되었다.
이 노선은 1902년 아르가우 남부 철도와 그 모회사인 스위스 중앙 철도 및 스위스 북동부 철도가 국유화된 후 스위스 연방 철도(SBB)로 넘어갔다. SBB는 1922년 15kV 16.7Hz AC에서 로트크로이츠-이멘제선 부분에 전기를 공급하여 7월 6일에 작업을 완료했다. 로트크로이츠-루퍼스빌 부분은 1927년 5월 5일에 전철화되었다. 이 노선은 1930년에서 1972년 사이에 단계적으로 이중선로가 되었다.

## 노선
이 노선은 루퍼스빌에서 시작하여 바덴-아라우선과 연결된다. 남동쪽으로 렌츠부르크 및 하이터스베르크, 제탈 및 초핑엔-베팅엔선과의 교차점까지 이어진다. 동쪽으로 계속 이어지며 또 다른 이전 아르가우 남부선인 브루크-헨드쉬켄이 끝나는 곳이다. 헨드쉬켄에서 라인은 남북으로 이어진다. 볼렌에는 1,000mm 브렘가르텐-디에티콘선, 원래 아르가우 남부의 표준궤 노선. 볼렌에서 계속해서 노선은 로트크로이츠 및 추크-루체른 선과의 교차점에 도달. 로트크로이츠에서 라인은 추크호 좌안을 따라 이멘제까지 이어지며 여기서 끝이다. 이멘제는 루체른-이멘제선, 고트하르트선의 북쪽 종점이기도 하다.

## 운행
일반 여객 서비스는 노선 전체를 커버하지는 못한다. 이 노선의 주요 여객 서비스는 아르가우 S-반 S26에서 온다. 이 노선은 로트크로이츠와 렌츠부르크 사이를 30분 간격으로 운행하고 렌츠부르크에서 올텐까지 매시간 운행한다. 노선의 북쪽 끝에서 아르가우 S-반 S23은 루퍼스빌과 렌츠부르크 사이의 노선을 사용하고 S25는 헨드쉬켄과 무리 사이를 매시간 운행한다. 또한, 무리와 취리히 중앙역 사이를 운행하는 취리히 S-반의 러시아워 S42는 무리와 헨드쉬켄 사이의 노선을 사용한다.
로트크로이츠와 이멘제 사이의 정기 여객 서비스는 1996년에 종료되었다. 탈빌-아트-골다우선의 재건으로 인해 2019년부터 2020년 사이에 로트크로이츠-이멘제 구간의 장거리 교통이 일시적으로 우회되었다. 2020년 12월 시간표 변경을 위해 탈빌-아트-골다우선이 재개통됨에 따라 SBB는 아르가우주와 협력하여 아라우와 아트-골다우 사이에 주말 전용 레기오익스프레스 열차 한 쌍을 도입했다. 쥐트반 익스프레스(남부 철도 특급)라고 불리는 이 열차는 전통적인 고트하르트선이나 새로운 고트하르트 베이스 터널을 통해 티치노까지 연결된다.